# Циновский, Диодор Иванович
Диодор Иванович Циновский (1914—1999) — советский художник-график, карикатурист, мастер политической сатиры, заслуженный художник РСФСР (1965).

## Биография
Родился 23 февраля (8 марта) 1914 года в Ярославле. Окончил Ярославское художественное училище в 1931 году.
Художник областных газет «Ленинец» (Иваново) и «Юность» (Ярославль), газеты Московского военного округа «Красный воин», «Комсомольской правды», студии «Союзмультфильм».

Плакат 1941 года

В 1941—1945 годах — участник Великой Отечественной войны, снайпер, затем художник фронтовых газет (в том числе «За Родину»). За участие в «Окнах ТАСС» включён в число 200 человек, подлежавших немедленному уничтожению после взятия Москвы. Награждён орденом Красной Звезды, двумя орденами Отечественной войны, медалями
После войны работал в «Комсомольской правде», «Пионерской правде», «Красной звезде», сотрудничал в журналах «Советский воин», «Крокодил», газетах «Правда», «Известия» и ряде других изданий. Создавал иллюстрации для детских книг и коротких рассказов.
Дипломант всесоюзных и международных выставок. Член Союза художников и Союза журналистов СССР. 
Скончался 23 марта 1999 года. Похоронен на Ваганьковском кладбище.